# Адамс (округ, Колорадо)
А́дамс (англ. Adams County) — округ в штате Колорадо, США. Официально образован 15 апреля 1901 года. Получил своё название в честь американского политического деятеля Эльвы Адамса. По состоянию на 2010 год, численность населения составляла 441 603 человека.

## География
По данным Бюро переписи США, общая площадь округа равняется 3 066,563 км2, из которых 3 025,123 км2 суша и 41,440 км2 или 1,400 % это водоёмы.

## Население
По данным переписи населения 2000 года в округе проживает 363 857 жителей в составе 128 156 домашних хозяйств и 92 144 семей. Плотность населения составляет 118,00 человек на[км2. На территории округа насчитывается 132 594 жилых строений, при плотности застройки около 43-х строений на км2. Расовый состав населения: белые — 77,29 %, афроамериканцы — 2,97 %, коренные американцы (индейцы) — 1,19 %, азиаты — 3,21 %, гавайцы — 0,12 %, представители других рас — 11,73 %, представители двух или более рас — 3,49 %. Испаноязычные составляли 28,19 % населения независимо от расы.
В составе 37,80 % из общего числа домашних хозяйств проживают дети в возрасте до 18 лет, 53,80 % домашних хозяйств представляют собой супружеские пары проживающие вместе, 12,10 % домашних хозяйств представляют собой одиноких женщин без супруга, 28,10 % домашних хозяйств не имеют отношения к семьям, 21,20 % домашних хозяйств состоят из одного человека, 5,50 % домашних хозяйств состоят из престарелых (65 лет и старше), проживающих в одиночестве. Средний размер омашнего хозяйства составляет 2,81 человека, и средний размер семьи 3,27 человека.
Возрастной состав округа: 28,60 % моложе 18 лет, 10,30 % от 18 до 24, 34,00 % от 25 до 44, 19,40 % от 45 до 64 и 19,40 % от 65 и старше. Средний возраст жителя округа 31 лет. На каждые 100 женщин приходится 102,80 мужчин. На каждые 100 женщин старше 18 лет приходится 102,10 мужчин.
Средний доход на домохозяйство в округе составлял 47 323 USD, на семью — 52 517 USD. Среднестатистический заработок мужчины был 36 499 USD против 28 053 USD для женщины. Доход на душу населения составлял 19 944 USD. Около 6,50 % семей и 8,90 % общего населения находились ниже черты бедности, в том числе — 10,90 % молодёжи (тех, кому ещё не исполнилось 18 лет) и 7,30 % тех, кому было уже больше 65 лет.